# HOT 뉴스 홋카이도
HOT 뉴스 홋카이도(ほっとニュース北海道)는 NHK 삿포로 방송국에서 제작되어 방영되고 있는 저녁 뉴스 및 정보 프로그램이다. 2014년 3월 31일에 첫 방송되었다.

## 소개
매주 월요일부터 금요일까지 저녁 6시 10분 NHK 종합 텔레비전 방송되어 NHK 삿포로 방송국에서 제작하는데 홋카이도 지역의 소식들을 전하는 프로그램이다.

## 방송 시간
- 월 ~ 금 저녁 6시 10분 ~ 7시(50분)